# Joachim van Denemarken
Joachim Holger Waldemar Christiaan (Kopenhagen, 7 juni 1969) prins van Denemarken, graaf van Monpezat is de jongste zoon van koningin Margrethe II van Denemarken en de Deense prins-gemaal Henrik. Sinds september 2020 is Joachim, een legerofficier, militair attaché van Denemarken in Parijs.

## Biografie
De prins bezocht het gymnasium in Kopenhagen en volgde ook twee jaar middelbaar onderwijs in Frankrijk, het geboorteland van zijn vader. Na de middelbare school, werkte hij een jaar op een boerderij in Australië, waarna hij landbouweconomie studeerde aan de Agrarische Hogeschool van Naesgaard. 
Na zijn studie ging Joachim in dienst. Hij is thans reservekapitein bij de infanterie. Daarnaast vervult hij tal van maatschappelijke functies.
Van september 2019 tot juni 2020 studeerde de prins aan het Centre des Hautes Études Militaires te Parijs. In juni 2020 volgde zijn benoeming tot militair attaché van Denemarken aan de ambassade te Parijs. Tijdens een zomervakantie op het familiaal Château de Cayx in Zuid-Frankrijk moest de prins echter een spoedoperatie ondergaan om een bloedprop uit zijn hoofd te verwijderen. Na een snel en algeheel herstel kon hij in september zijn werkzaamheden aanvangen.
Op 28 september 2022 verordende koningin Margrethe II de vier kinderen van Joachim per 1 januari 2023 te ontdoen van hun prinselijke titel, alsook van hun lidmaatschap van het Deense Koninklijk Huis. De prins sprak zijn teleurstelling en droefheid uit over de beslissing van zijn moeder.

## Huwelijk en kinderen
Op 18 november 1995 trouwde hij met de Hongkongse Alexandra Christina Manley. Het paar kreeg twee kinderen:
- Nikolai (28 augustus 1999)
- Felix (22 juli 2002)

Na september 2004 leefden de prins en de prinses apart. Sinds 8 april 2005 zijn ze officieel gescheiden.
Op 3 oktober 2007 verloofde Joachim zich met de Française Marie Cavallier. Het paar is op 24 mei 2008 in het huwelijk getreden. Joachim en Marie hebben twee kinderen:
- Henrik (4 mei 2009)
- Athena (24 januari 2012)

## Kwartierstaat
| Henri de Laborde de Monpezat (1868-1929) | Henri de Laborde de Monpezat (1868-1929) | Henri de Laborde de Monpezat (1868-1929) | Henri de Laborde de Monpezat (1868-1929) | Henri de Laborde de Monpezat (1868-1929) | Henri de Laborde de Monpezat (1868-1929) | Henriette Hallberg (1880-1973)           | Henriette Hallberg (1880-1973)           | Henriette Hallberg (1880-1973)           | Henriette Hallberg (1880-1973)           | Henriette Hallberg (1880-1973)           | Henriette Hallberg (1880-1973)           |                                          |                                          | Maurice Pierre Daniel Doursenot (1883-1916) | Maurice Pierre Daniel Doursenot (1883-1916) | Maurice Pierre Daniel Doursenot (1883-1916) | Maurice Pierre Daniel Doursenot (1883-1916) | Maurice Pierre Daniel Doursenot (1883-1916) | Maurice Pierre Daniel Doursenot (1883-1916) | Margaretha Marthe Gay (1883-1974)  | Margaretha Marthe Gay (1883-1974)  | Margaretha Marthe Gay (1883-1974) | Margaretha Marthe Gay (1883-1974) | Margaretha Marthe Gay (1883-1974) | Margaretha Marthe Gay (1883-1974) |  |  | Christiaan X van Denemarken (1870-1947) | Christiaan X van Denemarken (1870-1947) | Christiaan X van Denemarken (1870-1947) | Christiaan X van Denemarken (1870-1947) | Christiaan X van Denemarken (1870-1947) | Christiaan X van Denemarken (1870-1947) | Alexandrine Augusta van Mecklenburg-Schwerin (1879-1952) | Alexandrine Augusta van Mecklenburg-Schwerin (1879-1952) | Alexandrine Augusta van Mecklenburg-Schwerin (1879-1952) | Alexandrine Augusta van Mecklenburg-Schwerin (1879-1952) | Alexandrine Augusta van Mecklenburg-Schwerin (1879-1952) | Alexandrine Augusta van Mecklenburg-Schwerin (1879-1952) |                                     |                                     | Gustaaf VI Adolf van Zweden (1882–1973) | Gustaaf VI Adolf van Zweden (1882–1973) | Gustaaf VI Adolf van Zweden (1882–1973) | Gustaaf VI Adolf van Zweden (1882–1973) | Gustaaf VI Adolf van Zweden (1882–1973) | Gustaaf VI Adolf van Zweden (1882–1973) | Margaretha van Connaught (1882-1920) | Margaretha van Connaught (1882-1920) | Margaretha van Connaught (1882-1920) | Margaretha van Connaught (1882-1920) | Margaretha van Connaught (1882-1920) | Margaretha van Connaught (1882-1920) |  |  |  |  |  |  |  |  |  |  |  |  |  |  |  |  |  |  |  |  |  |  |  |  |  |  |  |  |  |  |  |  |  |  |  |  |  |  |  |  |  |  |  |  |  |  |  |  |
| Henri de Laborde de Monpezat (1868-1929) | Henri de Laborde de Monpezat (1868-1929) | Henri de Laborde de Monpezat (1868-1929) | Henri de Laborde de Monpezat (1868-1929) | Henri de Laborde de Monpezat (1868-1929) | Henri de Laborde de Monpezat (1868-1929) | Henriette Hallberg (1880-1973)           | Henriette Hallberg (1880-1973)           | Henriette Hallberg (1880-1973)           | Henriette Hallberg (1880-1973)           | Henriette Hallberg (1880-1973)           | Henriette Hallberg (1880-1973)           |                                          |                                          | Maurice Pierre Daniel Doursenot (1883-1916) | Maurice Pierre Daniel Doursenot (1883-1916) | Maurice Pierre Daniel Doursenot (1883-1916) | Maurice Pierre Daniel Doursenot (1883-1916) | Maurice Pierre Daniel Doursenot (1883-1916) | Maurice Pierre Daniel Doursenot (1883-1916) | Margaretha Marthe Gay (1883-1974)  | Margaretha Marthe Gay (1883-1974)  | Margaretha Marthe Gay (1883-1974) | Margaretha Marthe Gay (1883-1974) | Margaretha Marthe Gay (1883-1974) | Margaretha Marthe Gay (1883-1974) |  |  | Christiaan X van Denemarken (1870-1947) | Christiaan X van Denemarken (1870-1947) | Christiaan X van Denemarken (1870-1947) | Christiaan X van Denemarken (1870-1947) | Christiaan X van Denemarken (1870-1947) | Christiaan X van Denemarken (1870-1947) | Alexandrine Augusta van Mecklenburg-Schwerin (1879-1952) | Alexandrine Augusta van Mecklenburg-Schwerin (1879-1952) | Alexandrine Augusta van Mecklenburg-Schwerin (1879-1952) | Alexandrine Augusta van Mecklenburg-Schwerin (1879-1952) | Alexandrine Augusta van Mecklenburg-Schwerin (1879-1952) | Alexandrine Augusta van Mecklenburg-Schwerin (1879-1952) |                                     |                                     | Gustaaf VI Adolf van Zweden (1882–1973) | Gustaaf VI Adolf van Zweden (1882–1973) | Gustaaf VI Adolf van Zweden (1882–1973) | Gustaaf VI Adolf van Zweden (1882–1973) | Gustaaf VI Adolf van Zweden (1882–1973) | Gustaaf VI Adolf van Zweden (1882–1973) | Margaretha van Connaught (1882-1920) | Margaretha van Connaught (1882-1920) | Margaretha van Connaught (1882-1920) | Margaretha van Connaught (1882-1920) | Margaretha van Connaught (1882-1920) | Margaretha van Connaught (1882-1920) |  |  |  |  |  |  |  |  |  |  |  |  |  |  |  |  |  |  |  |  |  |  |  |  |  |  |  |  |  |  |  |  |  |  |  |  |  |  |  |  |  |  |  |  |  |  |  |  |
|                                          |                                          |                                          |                                          |                                          |                                          |                                          |                                          |                                          |                                          |                                          |                                          |                                          |                                          |                                             |                                             |                                             |                                             |                                             |                                             |                                    |                                    |                                   |                                   |                                   |                                   |  |  |                                         |                                         |                                         |                                         |                                         |                                         |                                                          |                                                          |                                                          |                                                          |                                                          |                                                          |                                     |                                     |                                         |                                         |                                         |                                         |                                         |                                         |                                      |                                      |                                      |                                      |                                      |                                      |  |  |  |  |  |  |  |  |  |  |  |  |  |  |  |  |  |  |  |  |  |  |  |  |  |  |  |  |  |  |  |  |  |  |  |  |  |  |  |  |  |  |  |  |  |  |  |  |
|                                          |                                          |                                          |                                          | André de Laborde de Monpezat (1907-1998) | André de Laborde de Monpezat (1907-1998) | André de Laborde de Monpezat (1907-1998) | André de Laborde de Monpezat (1907-1998) | André de Laborde de Monpezat (1907-1998) | André de Laborde de Monpezat (1907-1998) |                                          |                                          |                                          |                                          |                                             |                                             | Renée Yvonne Doursenot (1908-2001)          | Renée Yvonne Doursenot (1908-2001)          | Renée Yvonne Doursenot (1908-2001)          | Renée Yvonne Doursenot (1908-2001)          | Renée Yvonne Doursenot (1908-2001) | Renée Yvonne Doursenot (1908-2001) |                                   |                                   |                                   |                                   |  |  |                                         |                                         |                                         |                                         | Frederik IX van Denemarken (1899-1972)  | Frederik IX van Denemarken (1899-1972)  | Frederik IX van Denemarken (1899-1972)                   | Frederik IX van Denemarken (1899-1972)                   | Frederik IX van Denemarken (1899-1972)                   | Frederik IX van Denemarken (1899-1972)                   |                                                          |                                                          |                                     |                                     |                                         |                                         | Ingrid van Zweden (1910-2000)           | Ingrid van Zweden (1910-2000)           | Ingrid van Zweden (1910-2000)           | Ingrid van Zweden (1910-2000)           | Ingrid van Zweden (1910-2000)        | Ingrid van Zweden (1910-2000)        |                                      |                                      |                                      |                                      |  |  |  |  |  |  |  |  |  |  |  |  |  |  |  |  |  |  |  |  |  |  |  |  |  |  |  |  |  |  |  |  |  |  |  |  |  |  |  |  |  |  |  |  |  |  |  |  |
|                                          |                                          |                                          |                                          | André de Laborde de Monpezat (1907-1998) | André de Laborde de Monpezat (1907-1998) | André de Laborde de Monpezat (1907-1998) | André de Laborde de Monpezat (1907-1998) | André de Laborde de Monpezat (1907-1998) | André de Laborde de Monpezat (1907-1998) |                                          |                                          |                                          |                                          |                                             |                                             | Renée Yvonne Doursenot (1908-2001)          | Renée Yvonne Doursenot (1908-2001)          | Renée Yvonne Doursenot (1908-2001)          | Renée Yvonne Doursenot (1908-2001)          | Renée Yvonne Doursenot (1908-2001) | Renée Yvonne Doursenot (1908-2001) |                                   |                                   |                                   |                                   |  |  |                                         |                                         |                                         |                                         | Frederik IX van Denemarken (1899-1972)  | Frederik IX van Denemarken (1899-1972)  | Frederik IX van Denemarken (1899-1972)                   | Frederik IX van Denemarken (1899-1972)                   | Frederik IX van Denemarken (1899-1972)                   | Frederik IX van Denemarken (1899-1972)                   |                                                          |                                                          |                                     |                                     |                                         |                                         | Ingrid van Zweden (1910-2000)           | Ingrid van Zweden (1910-2000)           | Ingrid van Zweden (1910-2000)           | Ingrid van Zweden (1910-2000)           | Ingrid van Zweden (1910-2000)        | Ingrid van Zweden (1910-2000)        |                                      |                                      |                                      |                                      |  |  |  |  |  |  |  |  |  |  |  |  |  |  |  |  |  |  |  |  |  |  |  |  |  |  |  |  |  |  |  |  |  |  |  |  |  |  |  |  |  |  |  |  |  |  |  |  |
|                                          |                                          |                                          |                                          |                                          |                                          |                                          |                                          |                                          |                                          | Henri de Laborde de Monpezat (1934–2018) | Henri de Laborde de Monpezat (1934–2018) | Henri de Laborde de Monpezat (1934–2018) | Henri de Laborde de Monpezat (1934–2018) | Henri de Laborde de Monpezat (1934–2018)    | Henri de Laborde de Monpezat (1934–2018)    |                                             |                                             |                                             |                                             |                                    |                                    |                                   |                                   |                                   |                                   |  |  |                                         |                                         |                                         |                                         |                                         |                                         |                                                          |                                                          |                                                          |                                                          | Margrethe II van Denemarken (1940-)                      | Margrethe II van Denemarken (1940-)                      | Margrethe II van Denemarken (1940-) | Margrethe II van Denemarken (1940-) | Margrethe II van Denemarken (1940-)     | Margrethe II van Denemarken (1940-)     |                                         |                                         |                                         |                                         |                                      |                                      |                                      |                                      |                                      |                                      |  |  |  |  |  |  |  |  |  |  |  |  |  |  |  |  |  |  |  |  |  |  |  |  |  |  |  |  |  |  |  |  |  |  |  |  |  |  |  |  |  |  |  |  |  |  |  |  |
|                                          |                                          |                                          |                                          |                                          |                                          |                                          |                                          |                                          |                                          | Henri de Laborde de Monpezat (1934–2018) | Henri de Laborde de Monpezat (1934–2018) | Henri de Laborde de Monpezat (1934–2018) | Henri de Laborde de Monpezat (1934–2018) | Henri de Laborde de Monpezat (1934–2018)    | Henri de Laborde de Monpezat (1934–2018)    |                                             |                                             |                                             |                                             |                                    |                                    |                                   |                                   |                                   |                                   |  |  |                                         |                                         |                                         |                                         |                                         |                                         |                                                          |                                                          |                                                          |                                                          | Margrethe II van Denemarken (1940-)                      | Margrethe II van Denemarken (1940-)                      | Margrethe II van Denemarken (1940-) | Margrethe II van Denemarken (1940-) | Margrethe II van Denemarken (1940-)     | Margrethe II van Denemarken (1940-)     |                                         |                                         |                                         |                                         |                                      |                                      |                                      |                                      |                                      |                                      |  |  |  |  |  |  |  |  |  |  |  |  |  |  |  |  |  |  |  |  |  |  |  |  |  |  |  |  |  |  |  |  |  |  |  |  |  |  |  |  |  |  |  |  |  |  |  |  |
|                                          |                                          |                                          |                                          |                                          |                                          |                                          |                                          |                                          |                                          |                                          |                                          |                                          |                                          |                                             |                                             |                                             |                                             |                                             |                                             |                                    |                                    |                                   |                                   |                                   |                                   |  |  |                                         |                                         |                                         |                                         |                                         |                                         |                                                          |                                                          |                                                          |                                                          |                                                          |                                                          |                                     |                                     |                                         |                                         |                                         |                                         |                                         |                                         |                                      |                                      |                                      |                                      |                                      |                                      |  |  |  |  |  |  |  |  |  |  |  |  |  |  |  |  |  |  |  |  |  |  |  |  |  |  |  |  |  |  |  |  |  |  |  |  |  |  |  |  |  |  |  |  |  |  |  |  |
|                                          |                                          |                                          |                                          |                                          |                                          |                                          |                                          |                                          |                                          |                                          |                                          |                                          |                                          |                                             |                                             |                                             |                                             |                                             |                                             |                                    |                                    |                                   |                                   |                                   |                                   |  |  |                                         |                                         |                                         |                                         |                                         |                                         |                                                          |                                                          |                                                          |                                                          |                                                          |                                                          |                                     |                                     |                                         |                                         |                                         |                                         |                                         |                                         |                                      |                                      |                                      |                                      |                                      |                                      |  |  |  |  |  |  |  |  |  |  |  |  |  |  |  |  |  |  |  |  |  |  |  |  |  |  |  |  |  |  |  |  |  |  |  |  |  |  |  |  |  |  |  |  |  |  |  |  |
|                                          |                                          |                                          |                                          |                                          |                                          |                                          |                                          |                                          |                                          |                                          |                                          |                                          |                                          |                                             |                                             |                                             |                                             | Frederik X van Denemarken (1968)            | Frederik X van Denemarken (1968)            | Frederik X van Denemarken (1968)   | Frederik X van Denemarken (1968)   | Frederik X van Denemarken (1968)  | Frederik X van Denemarken (1968)  |                                   |                                   |  |  |                                         |                                         | Joachim van Denemarken (1969)           | Joachim van Denemarken (1969)           | Joachim van Denemarken (1969)           | Joachim van Denemarken (1969)           | Joachim van Denemarken (1969)                            | Joachim van Denemarken (1969)                            |                                                          |                                                          |                                                          |                                                          |                                     |                                     |                                         |                                         |                                         |                                         |                                         |                                         |                                      |                                      |                                      |                                      |                                      |                                      |  |  |  |  |  |  |  |  |  |  |  |  |  |  |  |  |  |  |  |  |  |  |  |  |  |  |  |  |  |  |  |  |  |  |  |  |  |  |  |  |  |  |  |  |  |  |  |  |